# Enterrament de Crist (Miquel Àngel)
L'Enterrament de Crist (en italià, Sepoltura di Cristo) és un quadre inacabat atribuït al pintor renaixentista italià Miquel Àngel. La datació és prop de 1500-1501. Una tècnica mixta (pintura al tremp i oli). Mesura 162 centímetres d'alt i 150 cm d'amplada. Es conserva a la National Gallery de Londres.
L'obra ha estat objecte d'una sèrie de disputes sobre la seva posició cronològica, encara que en general es considera obra de joventut. Segons altres, va ser una obra d'un alumne de Miquel Àngel a partir d'un dibuix del seu mestre o, directament, una imitació.
Segons un document descobert el 1981, Miquel Àngel va rebre l'encàrrec d'una taula per a la Basilica di Sant'Agostino a Roma, però va arribar un moment en què l'artista va tornar la suma que l'havien anticipat. Encara que no existeix cap certesa, és probable que l'obra en qüestió fos, de fet, aquest Enterrament de Crist, que va quedar inacabat a causa del retorn de Miquel Àngel a Florència.
El centre del quadre representa Jesucrist portat al sepulcre. L'home amb barba que està després d'ell és Josep d'Arimatea, l'home que va donar la seva tomba per l'enterrament Crist. La figura de l'esquerra és probablement sant Joan, amb una llarga túnica vermella, mentre que agenollada als seus peus hi hauria Maria Magdalena. Les figures de Crist i Sant Joan són les que mostren més força, i la seva composició és superba, així com es pot observar una semblança al cap de Josep d'Aritemea, darrere Crist, amb la del Sant Josep del tondo Doni.
La identitat de les dues figures de la dreta és incerta (s'han suggerit sant Nicodem, la de l'interior, i Maria Salomé). L'altra figura que falta seria la de la Verge Maria.